# Campionati mondiali di biathlon 1983
I Campionati mondiali di biathlon 1983 si svolsero ad Anterselva, in Italia, dal 23 al 27 febbraio e contemplarono esclusivamente gare maschili.

## Risultati

### Sprint 10 km
| Posizione | Atleta              | Nazione          | Tempo |
| --------- | ------------------- | ---------------- | ----- |
| 1         | Eirik Kvalfoss      | Norvegia         | -     |
| 2         | Peter Angerer       | Germania Ovest   | -     |
| 3         | Alfred Eder         | Austria          | -     |
| 4         | Frank-Peter Roetsch | Germania Est     | -     |
| 5         | Pëtr Miloradov      | Unione Sovietica | -     |
| 6         | Johann Passler      | Italia           | -     |
| 7         | Algimantas Šalna    | Unione Sovietica | -     |
| 8         | Frank Ullrich       | Germania Est     | -     |
| 9         | Sergej Bulygin      | Unione Sovietica | -     |
| 10        | Odd Lirhus          | Norvegia         | -     |

26 febbraio

### Individuale 20 km
| Posizione | Atleta              | Nazione          | Tempo |
| --------- | ------------------- | ---------------- | ----- |
| 1         | Frank Ullrich       | Germania Est     | -     |
| 2         | Frank-Peter Roetsch | Germania Est     | -     |
| 3         | Peter Angerer       | Germania Ovest   | -     |
| 4         | Pëtr Miloradov      | Unione Sovietica | -     |
| 5         | Odd Lirhus          | Norvegia         | -     |
| 6         | Sergej Bulygin      | Unione Sovietica | -     |
| 7         | Jurij Kaškarov      | Unione Sovietica | -     |
| 8         | Matthias Jacob      | Germania Est     | -     |
| 9         | Andreas Zingerle    | Italia           | -     |
| 10        | Fritz Fischer       | Germania Ovest   | -     |

23 febbraio

### Staffetta 4x7,5 km
| Posizione | Nazione          | Atleti                                                        | Tempo |
| --------- | ---------------- | ------------------------------------------------------------- | ----- |
| 1         | Unione Sovietica | Sergej Bulygin Algimantas Šalna Jurij Kaškarov Pëtr Miloradov | -     |
| 2         | Germania Est     | Mathias Jung Frank-Peter Roetsch Frank Ullrich Mathias Jacob  | -     |
| 3         | Norvegia         | Øivind Nerhagen Kjell Søbak Eirik Kvalfoss Odd Lirhus         | -     |
| 4         | Germania Ovest   | Franz Bernreiter Walter Pichler Peter Angerer Fritz Fischer   | -     |
| 5         | Finlandia        | Tapio Piipponen Erkki Antila Risto Punkka Toivo Mäkykyro      | -     |

27 febbraio

## Medagliere per nazioni
| Posizione | Nazione          | Oro | Argento | Bronzo | Totale |
| --------- | ---------------- | --- | ------- | ------ | ------ |
| 1         | Germania Est     | 1   | 2       | 0      | 3      |
| 2         | Norvegia         | 1   | 0       | 1      | 2      |
| 3         | Unione Sovietica | 1   | 0       | 0      | 1      |
| 4         | Germania Ovest   | 0   | 1       | 1      | 2      |
| 5         | Austria          | 0   | 0       | 1      | 1      |